# Case IH
För andra betydelser, se Case.
Case IH, (förkortning för Case International Harvester) är en amerikansk tillverkare av jordbruksmaskiner. Företaget grundades 1985 genom att International Harvester sålde stora delar av sin jordbrukstillverkning till Tenneco, Inc., som förvärvade företaget till dotterbolaget J.I. Case, och slogs samman till Case IH. Idag ägs företaget av CNH Industrial, som i sin tur styrs av det italienska investmentbolaget Exor, som tillhör Agnelli-familjen.

## Produkter (urval)

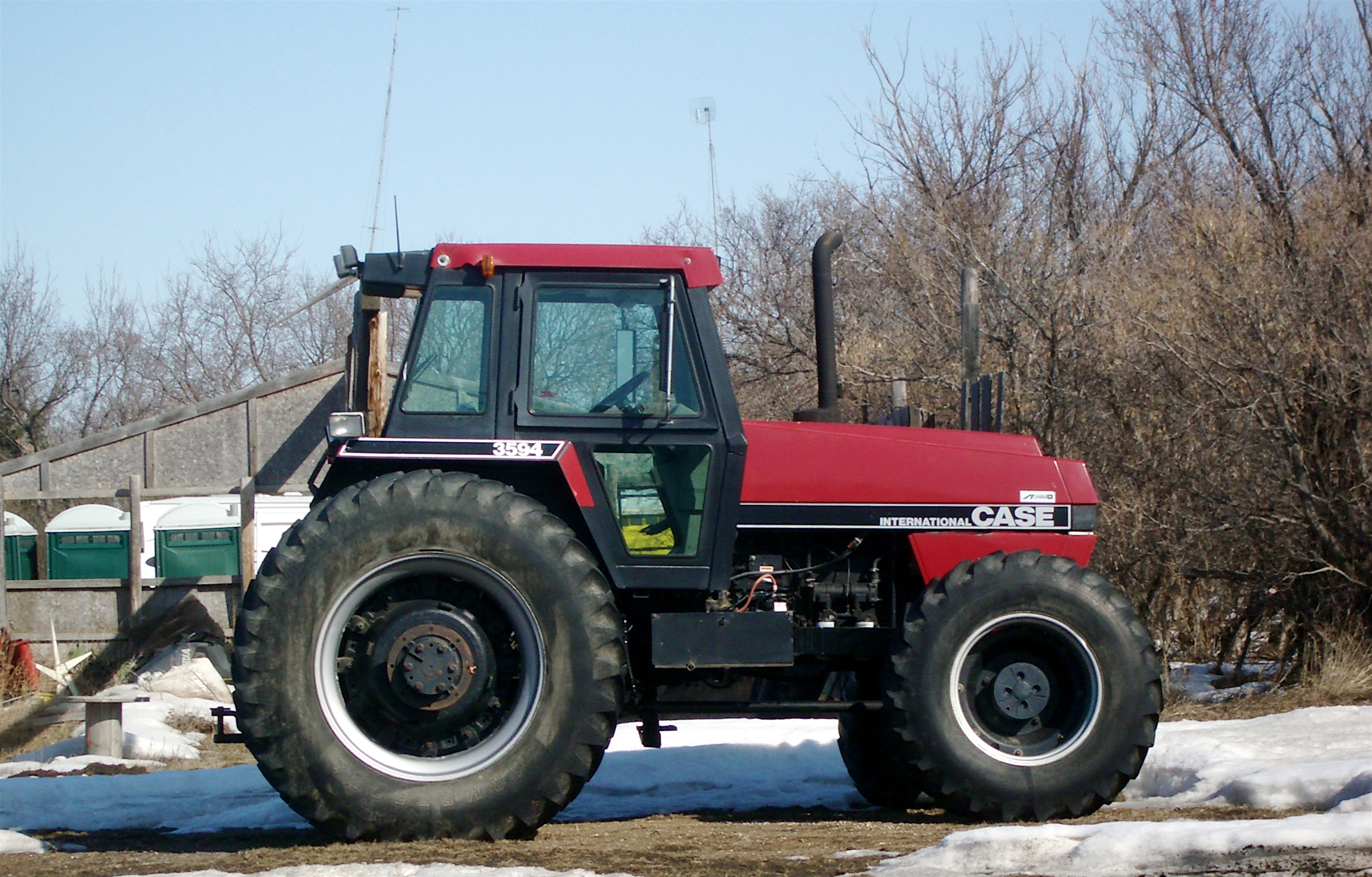
Case IH 3594 traktor.
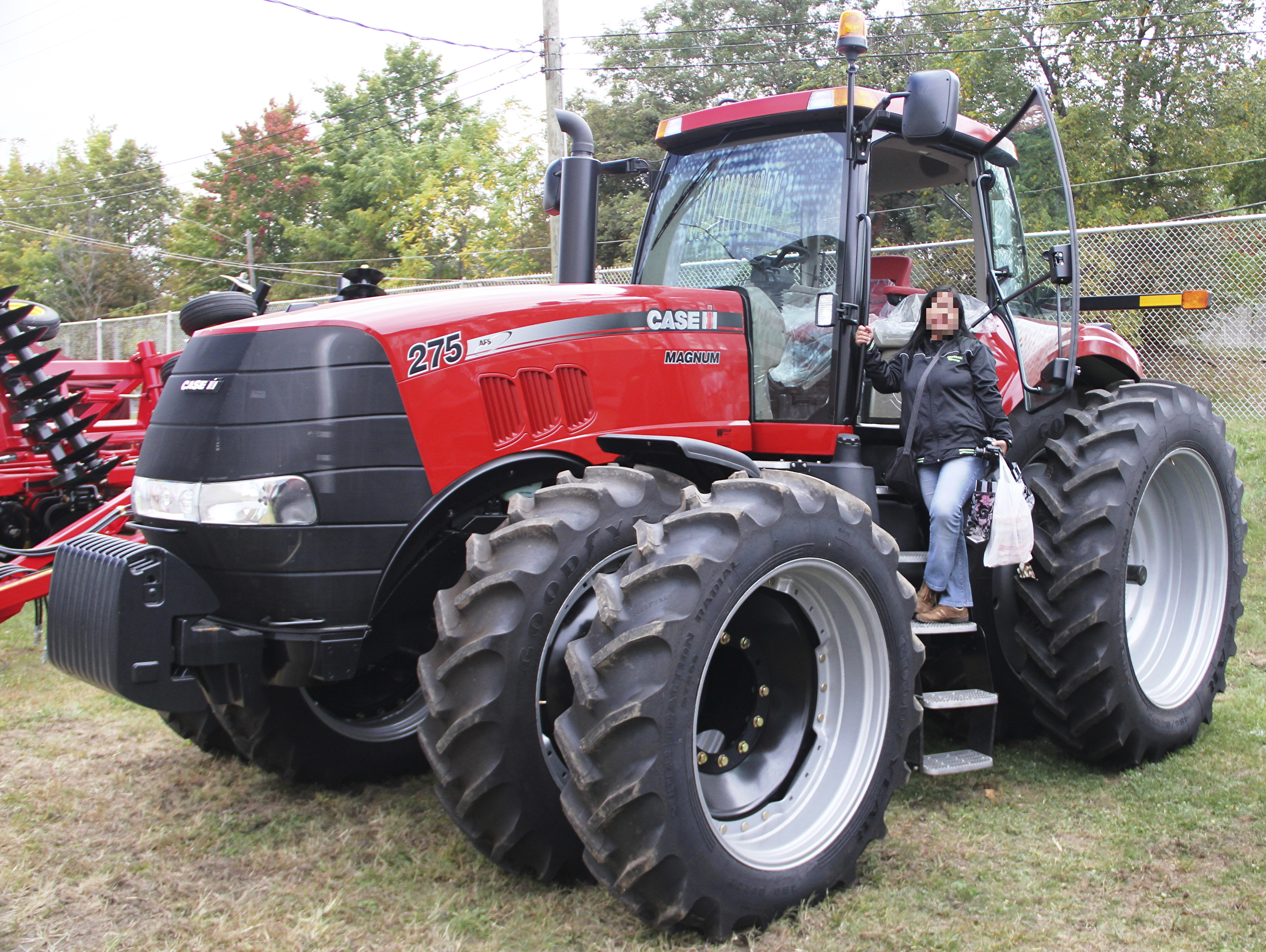
Case IH Magnum 275 AFS.
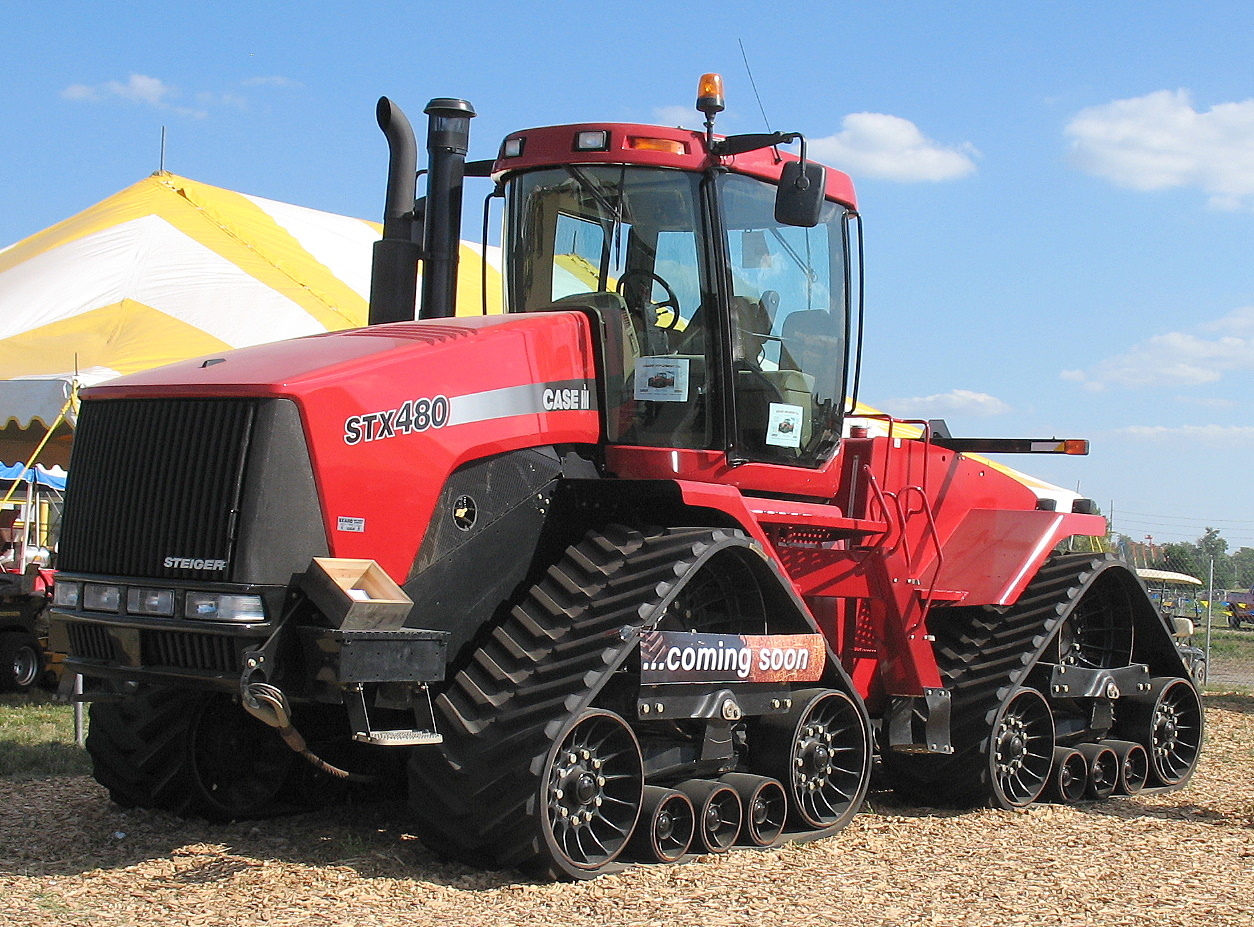
Case IH Steiger STX 480.
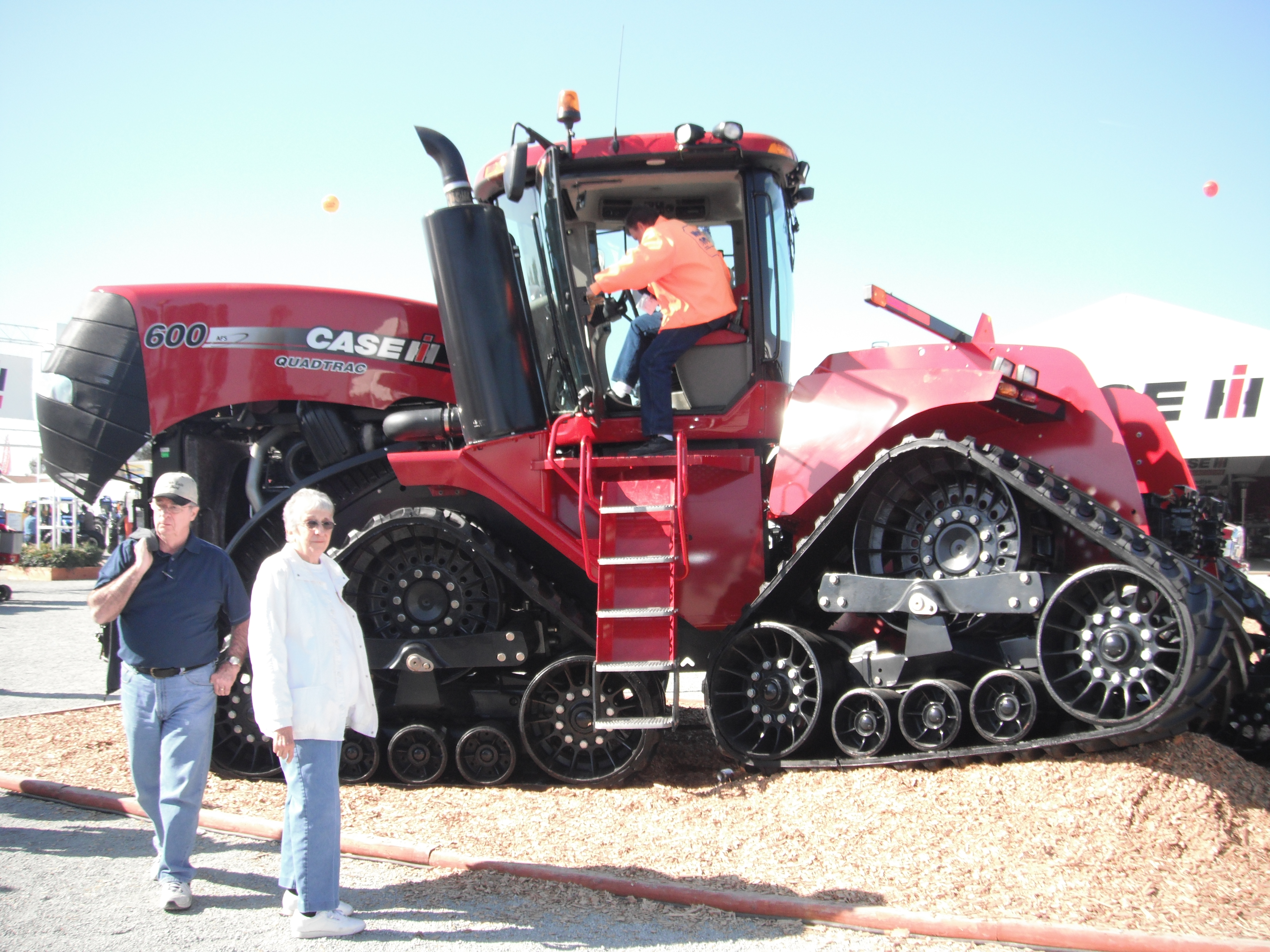
Case IH AFS 600 QuadTrac.
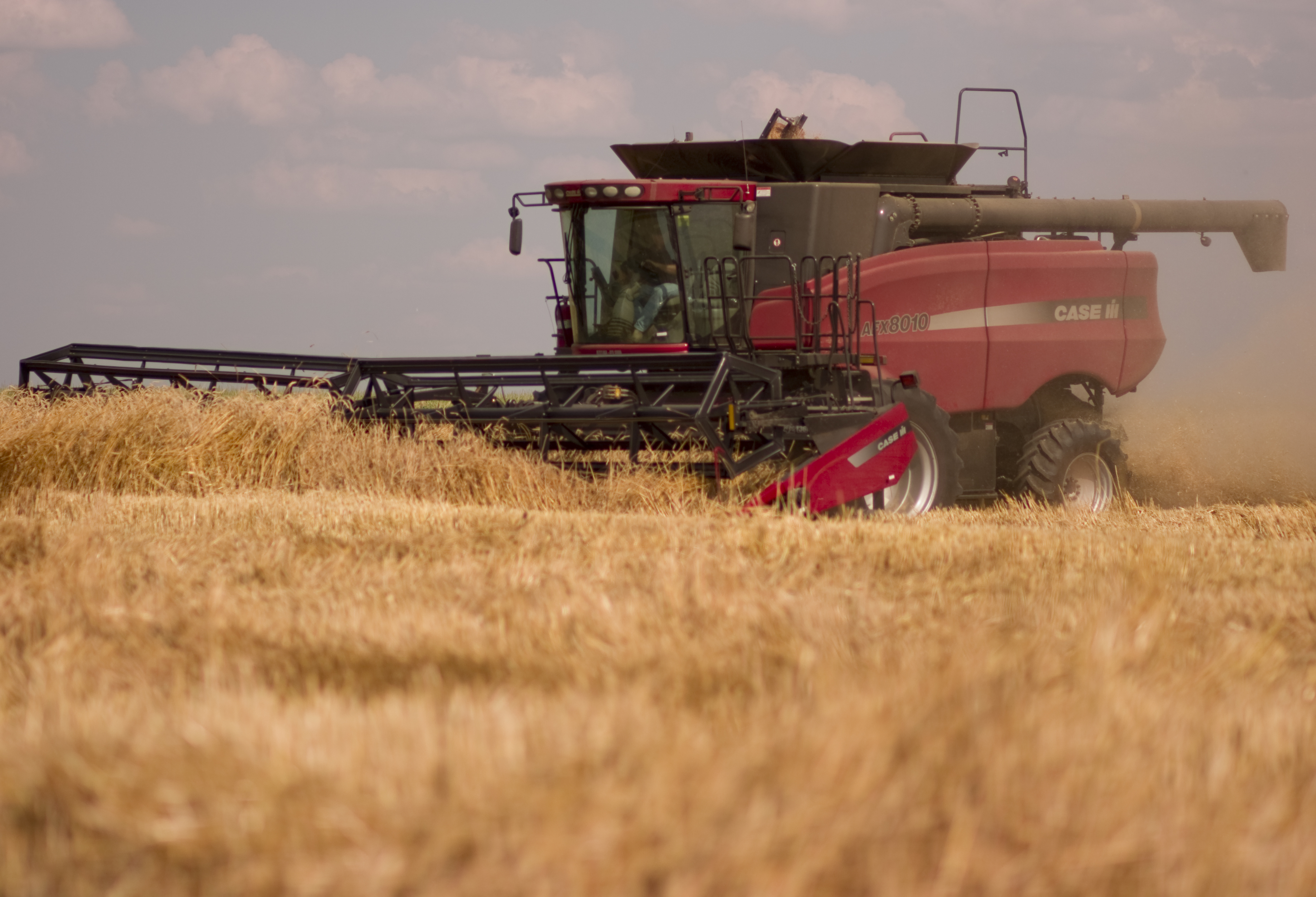
Case IH AFX 8010 skördetröska.
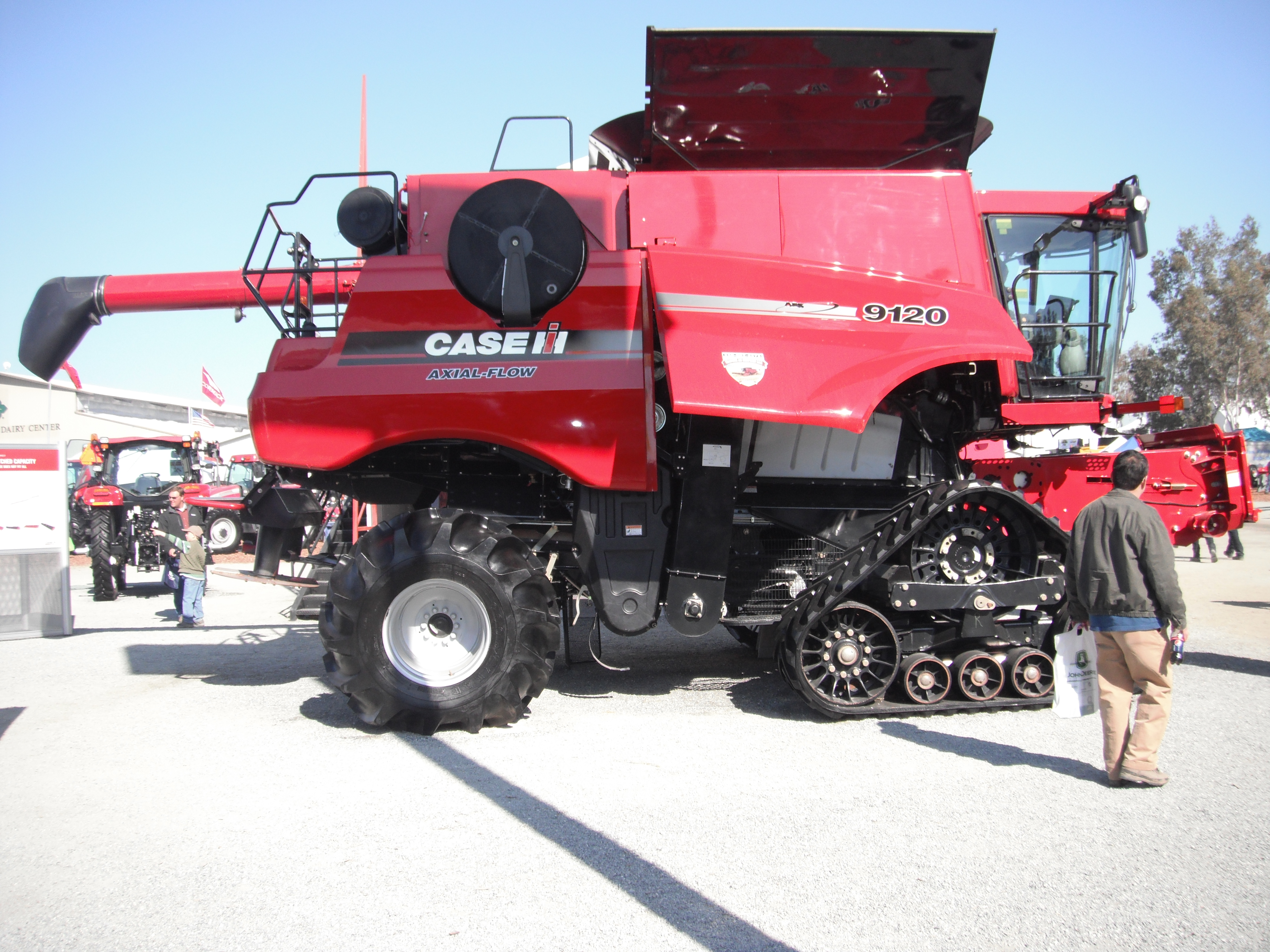
Case IH Axial-Flow AFX 9120 skördetröska.
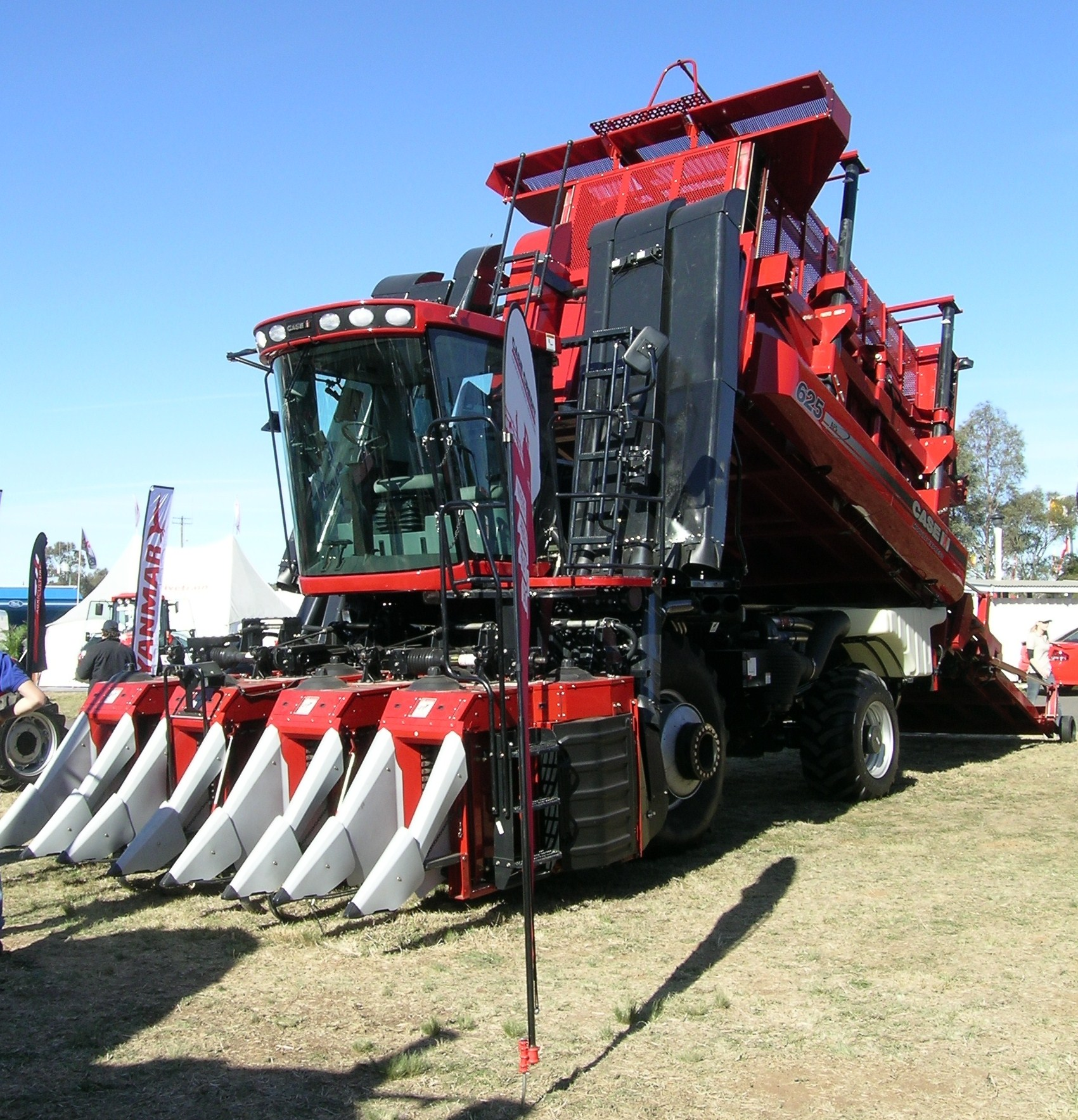
Case IH Module Express 625 bomullsskördemaskin.